# Monumento a Benvenuto Cellini
Il monumento a Benvenuto Cellini si trova al centro del ponte Vecchio, verso ovest, a Firenze. Si tratta di un omaggio al più famoso degli orafi fiorentini nel luogo tradizionalmente legato alle botteghe dei gioiellieri fin dal XVI secolo. Fu inaugurato nel IV centenario della nascita del Cellini.

## Storia
Il monumento fu realizzato per iniziativa di un comitato promotore "per le onoranze a Benvenuto Cellini nel IV centenario della sua nascita", promosso dagli orafi fiorentini, dall'Accademia delle arti del disegno e dalla "Società italiana per l'arte pubblica di Firenze". 

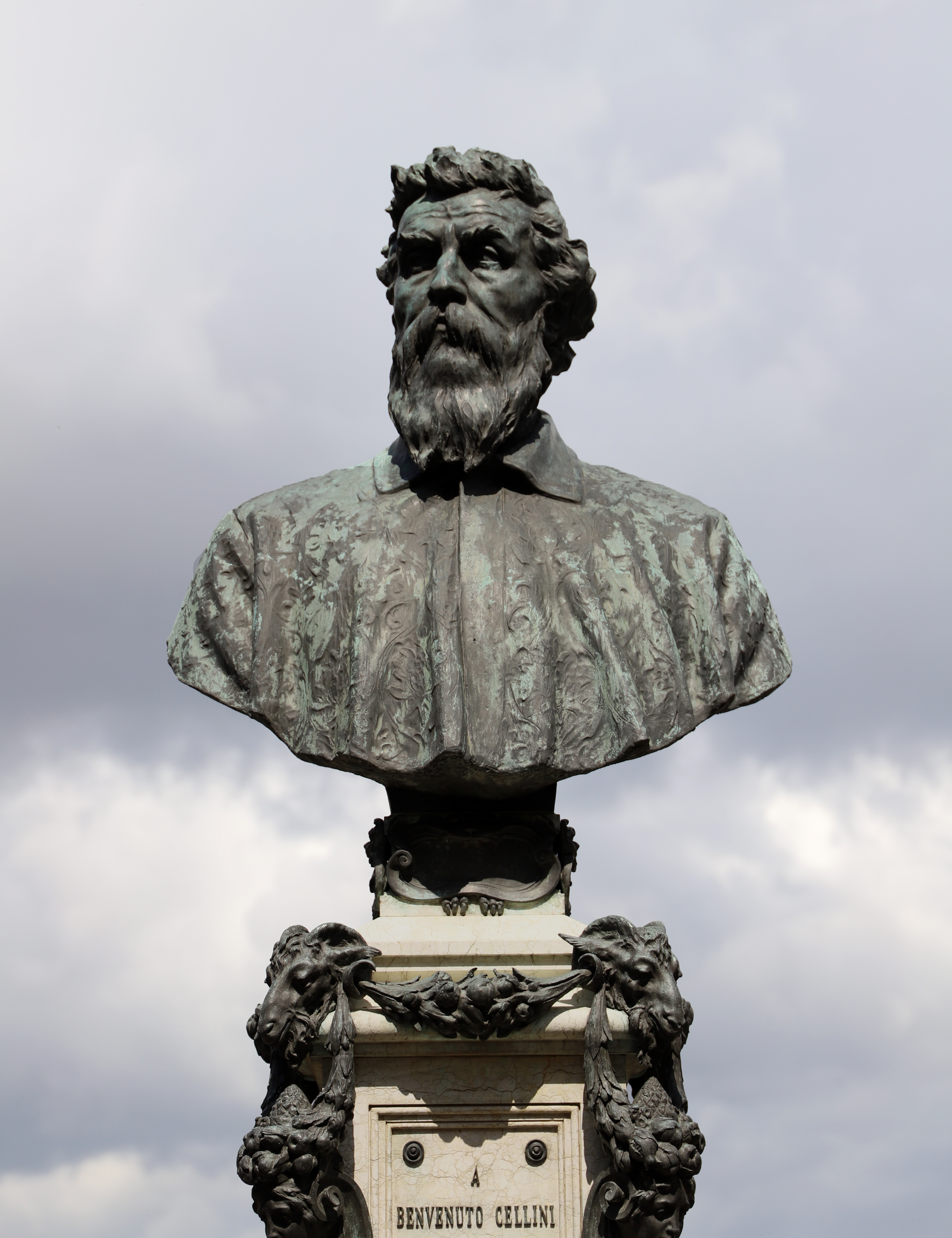
Il busto

Per quanto programmati per il 3 novembre 1900, i festeggiamenti furono posticipati al 1901 e il monumento - accantonando una prima ipotesi che l'avrebbe voluto al centro dello spazio sotto il loggiato vasariano - collocato sul lato a valle dello slargo determinato al centro del Ponte Vecchio. La cerimonia di inaugurazione si tenne con grande concorso della cittadinanza il 26 maggio del 1901, contestualmente allo scoprimento della lapide apposta alla casa di piazza del Mercato Centrale 22 dove il nostro era nato (e alla parallela donazione al Municipio di Firenze (che peraltro aveva contribuito alle spese per la realizzazione del basamento) del monumento. 
Per quanto l'attività dell'artista nulla avesse a condividere con quella delle botteghe sul Ponte Vecchio, gli orafi fiorentini sfruttarono i festeggiamenti e la celebrità del nome per legarli alla loro attività commerciale e, più in generale, per consacrare una volta di più - come sottolineava una delle due iscrizioni dettate da Isidoro Del Lungo poste sulla cancellata del monumento - "le tradizioni gloriose del genio fiorentino e del pacifico lavoro". 
Le cure e gli interventi al monumento da parte del Municipio sono ben documentati dalle carte dell'Archivio storico del Comune di Firenze, dalle quali si ha notizia di un primo restauro effettuato nel 1913, di lavori idraulici nel 1928 e della pulitura e ripatinatura delle parti bronzee nel 1938. Più recentemente l'insieme è stato oggetto di un intervento di manutenzione sempre per le cure del Comune di Firenze nel 2000, e ancora di restauro nel 2010 (ditta esecutrice Nicola Savioli con la collaborazione di Cosimo Tosi). Nel 2014 si è poi intervenuti con un cantiere finalizzato alla riattivazione della fontana (non più funzionante da circa cinquant'anni), con interventi al canale di scolo e con la realizzazione di un impianto di ricircolo delle acque.

## Descrizione

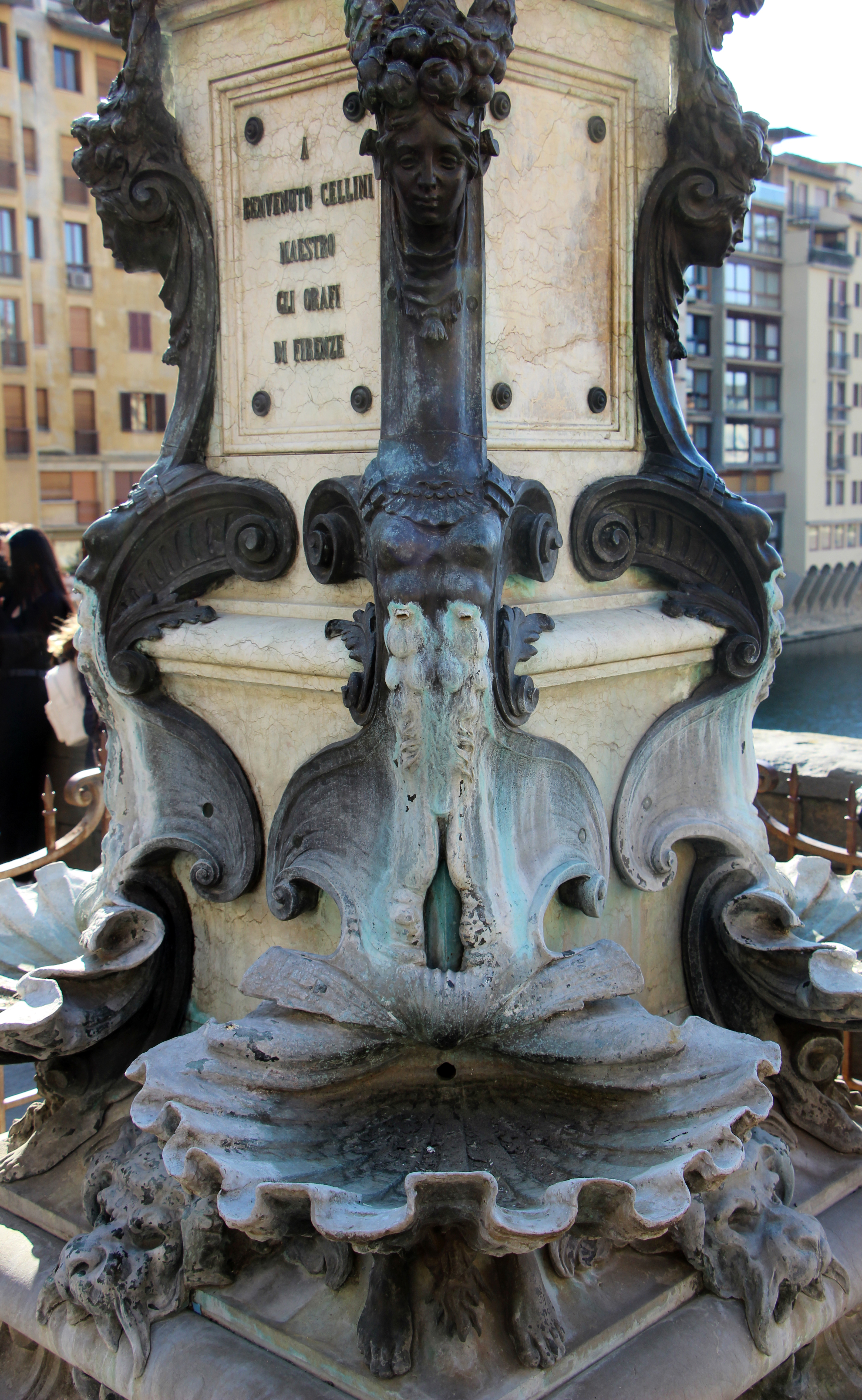
La base

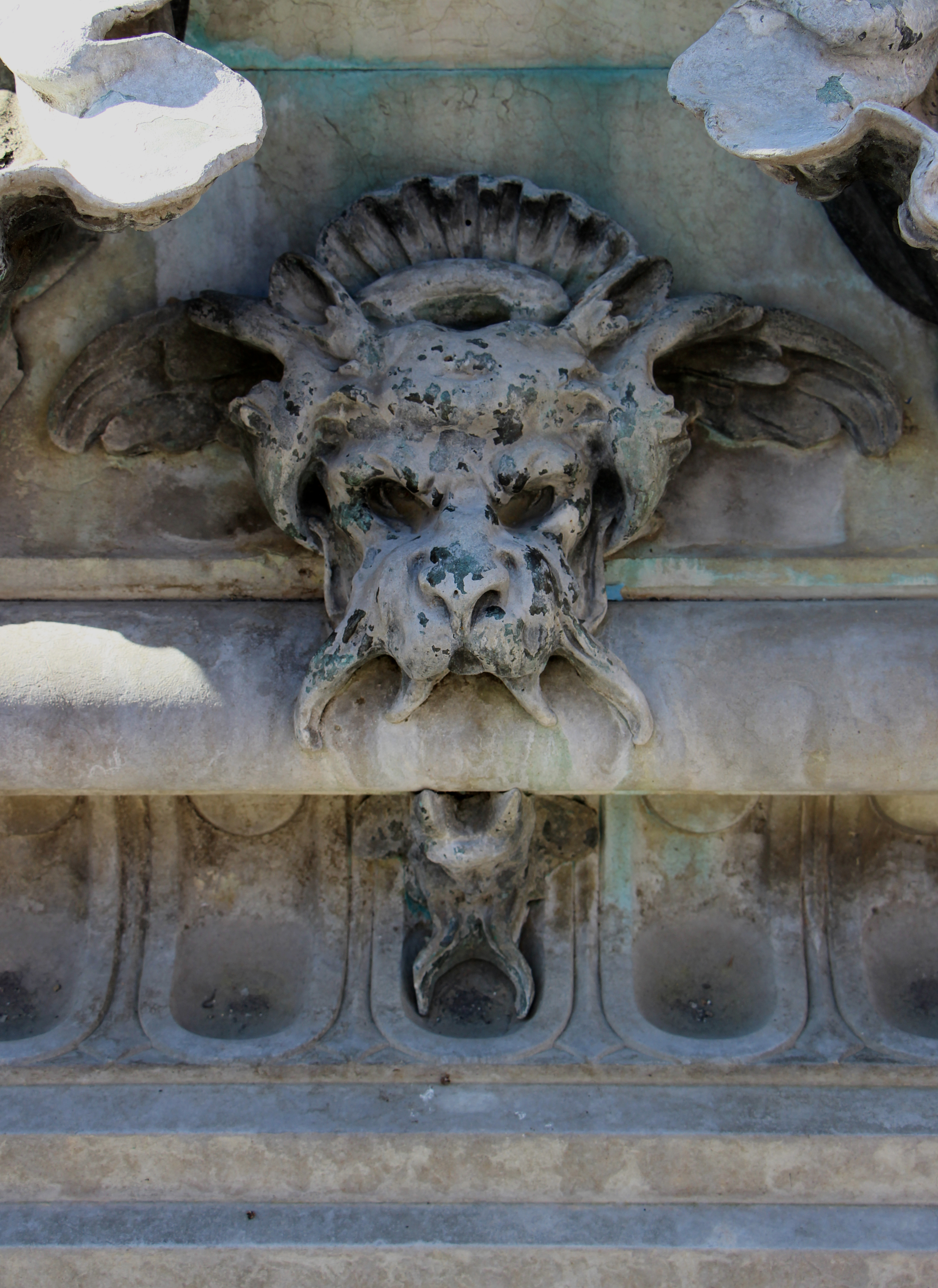
Un mascherone della base

Nonostante il carattere tardo romantico dell'immagine del Cellini, enfatizzata dai capelli scomposti dal vento, non si può non riconoscere il pregio dell'opera, alla quale concorsero alcuni dei migliori artisti del momento. A Raffaello Romanelli si deve il busto e il disegno del basamento (volutamente debitore nei confronti di quello del Perseo della loggia de' Lanzi, ma anche delle estresità manieriste di Giambologna e Bernardo Buontalenti), eseguito quest'ultimo dallo scultore ornatista Egisto Orlandini; a Mariano Coppedè il progetto della cancellata eseguita dal fabbro Giovanni Naldi. Alla fusione della statua e delle decorazioni bronzee provvide la fonderia Lippi di Pistoia.
L'insieme unisce il tema del busto commemorativo con quello della fontana, sebbene quest'ultima pensata essenzialmente come elemento decorativo e non ai fini della pubblica utilità (per la quale al tempo era in funzione un fontanello sempre da questo lato dello slargo). L'acqua zampilla da quattro mascheroni posti inferiormente sugli angoli del basamento ed è convogliata in altrettante vasche a valva di conchiglia che determinano i punti di massima espansione del monumento. Sempre sul basamento ricorrono ulteriori elementi decorativi propri della cultura figurativa manierista, quali festoni, mascheroni, zampe leonine e teste di caprone (emblemi di Cosimo I) e anelli con diamante (emblemi medicei).
La cancellata del monumento del Cellini è stata usata dagli innamorati per appendervi dei lucchetti, simbolo di un legame amoroso che si vuole indissolubile; le chiavi del lucchetto vengono poi gettate nell'Arno affinché simbolicamente nessuno possa più toglierlo. Questa usanza, iniziata forse dai militari dell'Accademia di San Giorgio alla Costa, risale a non prima degli anni Novanta/Duemila ed è la prima del genere, prima ancora del più conosciuto Ponte Milvio a Roma. L'amministrazione comunale, per porre freno all'enorme mole di lucchetti che deturpavano ormai le decorazioni del ponte, ha stabilito nel 2006 una multa di 50 euro per chi venga sorpreso ad attaccare un lucchetto alla cancellata del Cellini: l'usanza da allora è scemata o si è spostata in zone vicine.
| A BENVENUTO CELLINI MAESTRO GLI ORAFI DI FIRENZE |

Sul retro:
| NEL QUARTO CENTENARIO DELLA NASCITA 3 NOVEMBRE 1900 |

## Bibliografia

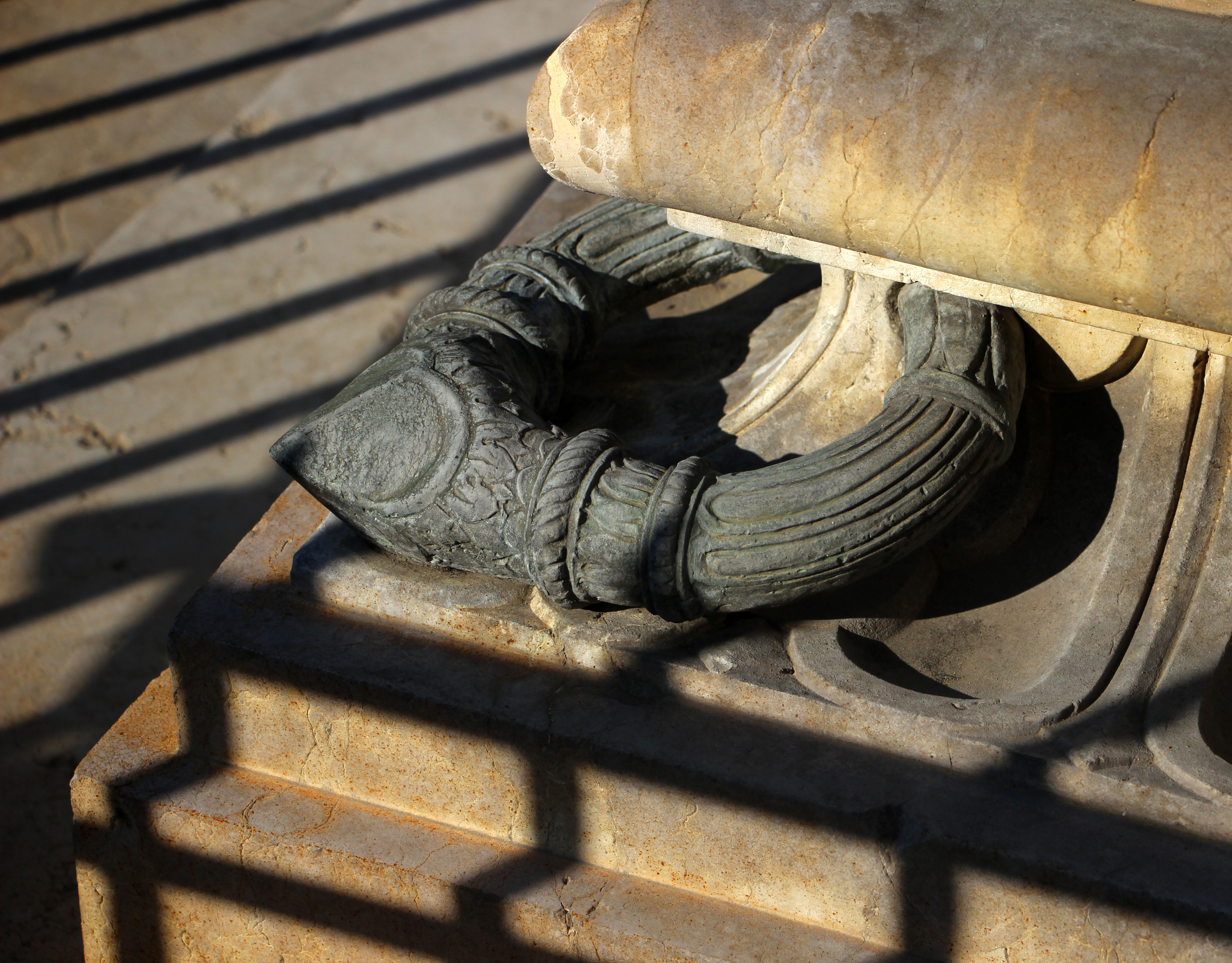
L'anello di diamante, antico emblema mediceo